# Karel Lodewijk van Nassau-Saarbrücken
Karel Lodewijk van Nassau-Saarbrücken (Saarbrücken, 6 januari 1665 - Idstein, 6 december 1723) was graaf van Nassau-Saarbrücken. In 1721 erfde hij het vorstendom Nassau-Idstein. Hij stamt uit de Walramse Linie van het Huis Nassau.

## Biografie
Karel Lodewijk was de tweede zoon van graaf Gustaaf Adolf van Nassau-Saarbrücken en Eleonora Clara van Hohenlohe-Neuenstein, dochter van graaf Crato van Hohenlohe-Neuenstein en Sophia van Palts-Birkenfeld. Karel Lodewijk werd eerst opgeleid door zijn moeders broer, Wolfgang Julius van Hohenlohe-Neuenstein, en zette zijn studie voort in Tübingen (1676-1678) en Parijs (1681-1683). 
Karel Lodewijk werd in mei 1684 kornet in het Bayreuthse regiment kurassiers. In de Grote Turkse Oorlog diende hij als officier in het leger van keizer Leopold I. Hij diende ook in de oorlog tegen Frankrijk en werd benoemd tot luitenant-kolonel.
Toen zijn broer Lodewijk Crato in 1713 overleed, nam Karel Lodewijk de regering in Nassau-Saarbrücken over. Tijdens zijn regering bevorderde Karel Lodewijk de industrialisatie van zijn land. In de Warndt breidde hij de glasblazerij, die al onder Lodewijk II van Nassau-Saarbrücken door de vestiging van hugenoten werd opgericht, verder uit. Naar hem werd de in 1716 gestichte plaats Karlingen genoemd (tegenwoordig Frans: Carling). In Sulzbach stichtte hij in 1719 de zoutziederij opnieuw en liet hij in 1722 een gradeerwerk bouwen.
Toen zijn achterneef, George August Samuel van Nassau-Idstein, in 1721 overleed, nam Karel Lodewijk samen met zijn neef en schoonvader, Frederik Lodewijk van Nassau-Ottweiler, de regering in het vorstendom Nassau-Idstein over. Hiervoor verlegde Karel Lodewijk in 1722 tijdelijk zijn residentie naar Wiesbaden, maar keerde in hetzelfde jaar terug naar Saarbrücken, om het jaar daarop naar Idstein te verhuizen. Daar overleed hij in 1723 en werd hij op 21 december begraven in de Uniekerk. In de Slotkerk te Saarbrücken herinnert een grafmonument aan hem.
Aangezien zijn twee zonen jong overleden, werd Karel Lodewijk opgevolgd door zijn neef en schoonvader, Frederik Lodewijk van Nassau-Ottweiler.

## Huwelijk en kinderen
Karel Lodewijk huwde te Saarbrücken op 22 april 1713 met Christiane Charlotte van Nassau-Ottweiler (Ottweiler, 2 september 1685 n.s. - Homburg vor der Höhe, 6 november 1761), dochter van graaf Frederik Lodewijk van Nassau-Ottweiler en Christiane van Ahlefeldt.
Uit het huwelijk van Karel Lodewijk en Christiane Charlotte werden de volgende kinderen geboren:
1. Frederik Karel (Saarbrücken, 10 februari 1718 - Saarbrücken, 10 januari 1719).
2. Lodewijk Karel (Saarbrücken, 9 november 1720 - Saarbrücken, 4 september 1721).

Christiane Charlotte hertrouwde te Saarbrücken op 17 oktober 1728 met landgraaf Frederik III van Hessen-Homburg (Cölln an der Spree, 19 mei 1673 - 's-Hertogenbosch, 8 juni 1746).